# Languriidae
Languriidae jsou skupinou brouků v nadčeledi Cucujoidea, kteří jsou obvykle považováni za nezávislou čeleď nebo podčeleď v čeledi Erotylidae. Jsou relativně běžnými brouky v tropických oblastech. Někteří z nich mimo jiné patří mezi opylovače cykasů.

## Podčeledi a rody
- Cryptophilinae: Crowsonguptus, Cryptophilus.
- Languriinae: Acropteroxys, Camptocarpus, Crotchia, Dasydactylus, Ectrapezidera, Goniolanguria, Languria, Langurites, Malleolanguria, Meristobelus, Nomotus, Ortholanguria, Platoberus, Teretilanguria, Thallisella, Trapezidera.
- Toraminae: Empocryptus, Toramus.
- Xenoscelinae: Hapalips, Loberopsyllus, Loberus, Othniocryptus, Pharaxonotha, Telmatoscius, Truquiella.